# Marató de TV3 contra les malalties minoritàries del 2019
La Marató de TV3 contra les malalties minoritàries del 2019, celebrada el 15 de desembre del 2019, es dedicà a recaptar fons per combatre les malalties minoritàries. El programa va emetre's en directe, entre dos quarts de deu del matí i més enllà de la una de la matinada. Deu anys abans s'havia celebrat una Marató de TV3 amb el mateix objectiu. És la 28ena edició de La Marató.

## Acció divulgativa
Abans del dia de la Marató hi va haver una campanya amb més de 5.500 sessions informatives sobre les malalties minoritàries que va arribar a un miler de centres educatius de secundària, centres cívics i biblioteques de Catalunya, i va arribar a uns 240.000 joves de la mà de més de 400 divulgadors i professionals de la salut. Van completar les sessions la projecció d'un reportatge en què intervenien tres joves que conviuen amb una malaltia minoritària i l'explicació d'una experta, la doctora Susan Webb. Tot, amb l'acompanyament del músic Miki Núñez. Després de les conferències, es va convidar els grups-classe que havien rebut una sessió informativa a fer un exercici de reflexió i expressió artística al voltant de conceptes relacionats amb les malalties minoritàries tot participant en la 21a edició del concurs “Pinta La Marató”.
Més d'1 milió de persones participaren en les prop de 3.500 activitats organitzades per diferents col·lectius i entitats per tot Catalunya per sensibilitzar i recaptar fons per a La Marató. En general van participar al voltant de 3.400 voluntaris.

## El programa de la Marató
El dia del programa, quatre grans espais acolliren un total de 1.001 línies d'atenció telefònica per rebre la solidaritat que va arribar a través del nou número 900 21 50 50. Són Fira de Barcelona, Palau de Congressos de Girona, Universitat de Lleida i Port de Tarragona. El circuit de recollida dels donatius es posà en marxa amb la col·laboració del Departament de Treball, Afers Socials i Famílies de la Generalitat de Catalunya, el Grup “la Caixa”, i Movistar. Tot aquest procés i les donacions rebudes són auditades per Pricewaterhouse-Coopers. La Fundació busca el suport logístic d'un centenar d'institucions i d'empreses amb l'objectiu que tot aquest desplegament es pugui fer a cost zero.
Els presentadors van ser Quim Masferrer, Mònica Terribas, Jordi Basté i Josep Cuní a TV3 i Roger Escapa a Catalunya Ràdio. Es va dur a terme amb platós descentralitzats a Olot, Tàrrega, Reus i Barcelona. Va ser una marató celebrada després de la Marató de TV3 contra el càncer de 2018 que va aconseguir la recaptació més elevada des de la primera edició de la marató, amb més de 15 milions d'euros.
Van participar-hi un centenar de personalitats com Rosalía, Úrsula Corberó, Marc Márquez, Pau Gasol, Luis Tosar, Gerard Piqué, Laia Palau i Ona Carbonell, entre d'altres.
El programa va aconseguir durant la seva emissió 9.404.256 euros per a les malalties minoritàries, xifra que pot variar fins al tancament de donacions el 31 de març de 2020.

## El cicle de La Marató 2019
- 2019
  - Febrer–Desembre
    - Selecció i comunicació del tema de La Marató del 2019: malalties minoritàries
    - Preparació de les diferents accions de sensibilització i difusió que es posaran en marxa abans del programa
    - Elaboració dels continguts divulgatius, testimonials i d'entreteniment de La Marató. Tot, amb l'assessorament de metges experts

  - Octubre-Desembre
    - Difusió de la campanya de sensibilització (espot, díptics, cartells i banderoles)
    - Campanya divulgativa amb 5.500 conferències als centres de secundària, cívics i biblioteques
    - Celebració de les prop de 3.500 activitats solidàries de suport a La Marató
    - Inscripció, selecció i formació dels voluntaris

  - Desembre
    - Celebració de La Marató de TV3 i Catalunya Ràdio
- 2020
  - Febrer-Març
    - Concurs d'ajudes a la recerca en malalties minoritàries

  - Abril–Setembre
    - Avaluació internacional dels projectes i selecció dels que rebran finançament

  - Octubre
    - Lliurament d'ajudes als projectes guanyadors després de la seva aprovació per part del Patronat, a proposta de la Comissió Assessora Científica
- 2021-2024
  - Desenvolupament dels projectes seleccionats en malalties minoritàries
- 2025
  - Simposi: resultats de la recerca en càncer finançada per La Marató 2019[2]

## El disc de La Marató 2019
El disc de La Marató es va posar a la venda el diumenge 1 de desembre, al preu de 10 euros, amb tots els diaris d'àmbit català. Amb una tirada de 200.000 unitats, es va poder aconseguir amb La Vanguardia, El Periódico de Catalunya, El Punt Avui, l'Ara; el Diari de Tarragona, el Segre, el Diari de Girona, Regió 7, La Mañana i el Diari de Terrassa; els esportius Sport, Mundo Deportivo, L'Esportiu i La Grada, i la revista Enderrock.
Aquesta era una edició molt especial perquè el disc feia 15 anys i ho va celebrar amb diferents novetats. La primera és que el CD es va editar en un suport ecològic i 100% reciclable. Finalment, i per primera vegada, se'n va fer una versió en suport vinil, en una edició limitada de doble vinil que es va vendre únicament a través de la botiga en línia de TV3 i Catalunya Ràdio.
L'edició 2019 del disc de La Marató presenta vint històries que conviden a reconèixer musicalment els sentiments que generen totes aquelles persones que conviuen amb alguna malaltia minoritària. Com s'ha fet sempre, des del disc de la Marató, proposem la vida com a objectiu i la música com un camí per fer-ho evident, per afrontar, per acompanyar, per somiar i per aprendre a no rendir-se.
| Núm | Cançó                                       | Grup                                               |
| --- | ------------------------------------------- | -------------------------------------------------- |
| 1   | Llum de la vida                             | Victòria Riba, Mariona Castillo i Cor Orfeó Català |
| 2   | Sense por de res                            | Álex Ubago                                         |
| 3   | Seré els teus ulls al camí (Eye in the Sky) | Alan Parsons                                       |
| 4   | Ballant a la foscor                         | Miquel Fernández i Gabriela Richardson             |
| 5   | Celebrem                                    | Miki Núñez                                         |
| 6   | Vine amb mi (Live is life)                  | La Pegatina                                        |
| 7   | Corren                                      | Amaral i Roger Mas                                 |
| 8   | Dels teus ulls                              | Vanesa Martín                                      |
| 9   | Si em dius que m'estimes                    | La Folie i Jordi Ninus                             |
| 10  | El món                                      | Cesk Freixas, Escola Folk del Pirineu i Ol'Green   |
| 11  | Jo ja no et tinc més por                    | Lola Índigo                                        |
| 12  | No tinguis por                              | God Save the Queen                                 |
| 13  | La vida és bella                            | Noa                                                |
| 14  | Sempre, de nou, hi ha un matí               | Pasión Vega                                        |
| 15  | Fes-li cas al cor                           | Les Montses                                        |
| 16  | Sempre penso en tu                          | Víctor Manuel                                      |
| 17  | Sempre has de viure el moment               | 31 FAM                                             |
| 18  | No deixis de somiar                         | Manuel Carrasco                                    |
| 19  | Quan somrius                                | Doctor Prats, Buhos, Els Catarres i Elena Gadel    |
| 20  | Zorba                                       | Balkan Paradise Orchestra                          |

## El llibre de La Marató 2019
El llibre d'aquest any fou impulsat per la Fundació La Marató de TV3 i la Corporació Catalana de Mitjans Audiovisuals.
Editat per Enciclopèdia Catalana, el format del llibre segueix el model de l'edició passada. La periodista Carme Canet és l'encarregada de posar en primera persona el testimoni de cinc protagonistes que viuen o han viscut alguna malaltia minoritària, ells mateixos o com a cuidadors. Gent de diferents àmbits que, de manera desinteressada, han volgut compartir els seus testimonis per donar visibilitat a unes patologies que encara molta gent desconeix. El llibre comença amb l'explicació d'una experta i es tanca amb les reflexions d'un filòsof i, com a novetat d'aquest any, compta amb la participació de 10 fotògrafs catalans de referència que ofereixen la seva visió de les malalties i dels pacients.
El llibre es va poder comprar des del 14 de novembre a un preu de 10 euros i també va tenir una edició digital. El tiratge inicial va ser de 12.000 exemplars.
Compta amb el testimoni de Susan Webb, Isabel Gemio, Roberto Dueñas, Màrius Serra, Jorgelina Borda, Javier Botet López, Francesc Torralba i els fotògrafs: Joana Biarnés, Joan Fontcuberta, Sandra Balsells, Tino Soriano, Manel Esclusa, Maria Jou Sol, Francesc Fàbregas, Marta Mas Gironès, David Ruano i Colita.